# 大気電気学

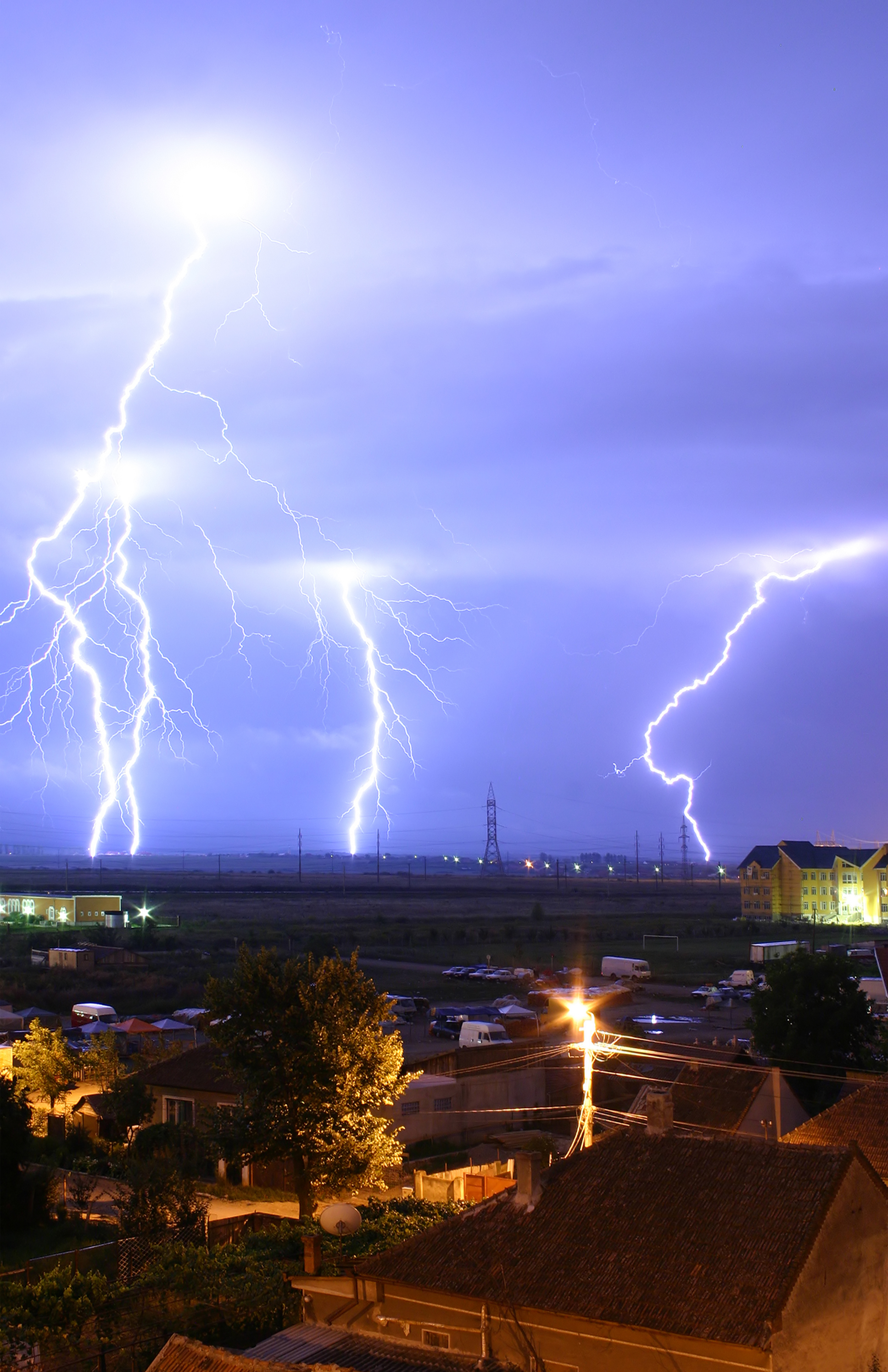
雲から地表へ落ちる雷。通常、雷は最大1億ボルトで30,000アンペアを放出し、光、電波、X線、さらにはガンマ線を放射する。雷のプラズマ温度は28,000ケルビンに達することもある。

大気電気学（たいきでんきがく、英語：atmospheric electricity）とは、地球の大気（もしくはその他の惑星の大気）の電荷についての研究である。地球の地表、大気、電離層の間の電荷の運動はグローバル大気電気回路（英語: global atmospheric electrical circuit）として知られている。大気電気学は、静電気学、大気物理学、気象学、地球科学の概念とも関係する長い歴史を持つ学際的な分野である。
雷雨は大気において巨大なバッテリーとして働き、地表に対して約40万ボルトまで電気領域 (electrosphere) を充電する。これにより大気全体に電場が作られる。高度が高くになるにつれ電場は小さくなる。宇宙線と自然放射線により生成された大気イオンは電場内を移動するため、雷雨から離れていても非常に小さな電流が大気中を流れる。地表近くでは電場の大きさは平均約100 V/mである。
大気電気学には、雷雲に蓄積された大量の大気の電荷を急速に放電する雷を作り出す雷雨や、大気を中性にするのを妨げる宇宙線と自然放射線によるイオン化由来の大気の継続的帯電の両方が含まれる。

## 歴史
電気機械やライデン瓶から出る火花から、初期の実験者であるホークスビー、ニュートン、ウォール、ノレ、グレイらは雷が放電により起きていることを連想した。1708年、ウィリアム・ウォール博士は帯電した琥珀の欠片から出る火花を観察し、火花放電が小さな雷に似ていることを初めて観察した1人となった。
ベンジャミン・フランクリンの実験は、電気と雷の多くの類似点を挙げることにより、大気の電気現象は実験室で作られるものと根本的に異なるものではないことを示した。1749年までに、雷が電気機械で観測することができるほぼ全ての特性を持っていることを観察した。
1750年7月、フランクリンは鋭利な先端の高い金属の空中線を介して雲から電気を取り出すことができると仮定した。フランクリンが実験を行う前の1752年に、Thomas-François Dalibardがパリ近郊のMarly-la-Villeに40-フート (12 m)の鉄の棒を立て、通り過ぎる雲から火花を引き入れた。接地して絶縁したアンテナを用いると、実験者は持ち手をワックスで絶縁した接地線を空中線に近づけることにより、空中線から接地線への火花放電を観察することができる。1752年5月、Dalibardはフランクリンの理論が正しいことを確認した。
1752年6月ごろ、フランクリンは有名な凧の実験を行ったといわれている。凧の実験は、9フィート (2.7 m)の長さの金属ひもで火花を引き出したRomasや、大気電気に関する多くの重要な観察を行ったCavalloにより再試された。ルモニエは1752年にフランクリンの空中線を用いた実験を再現したが、接地線をほこりの粒子に置き換えた(testing attraction)。それに続き「晴天の条件」、晴れた日の大気の帯電、およびその日中の変化を記録した。Beccariaは1775年にルモニエの日中の変動データを確認し、大気の電荷の極は晴天時には正であると決定した。ソシュールは1779年に大気中における導体の誘導電荷に関するデータを記録した。ソシュールの機器は2本の細い線に2つの小さな球が平行に吊り下げられており、先駆的な電位計である。ソシュールは晴天下では大気の帯電に年間通した変動があり、その高さによっても変化することを発見した。1785年、クーロンが空気の導電率を発見した。この発見は大気の気体が絶縁体であるという当時の一般的な考えに反していた（ある程度、もしくはイオン化されていない場合は少なくともあまり良い導電体ではない）。Ermanは1804年に地球は負に帯電していると理論づけ、ペルティエは1842年にErmanの考えを試験し確認した。
何人かの研究者が大気の電気現象に関する知識体系が大きくなるのに貢献した。Francis Ronaldsは連続的な自動記録の作成など、1810年ごろに電位勾配と大気-地球電流の観測を始めた。1840年代にはKew Observatoryの最初の名誉所長として研究を再開し、そこで初めて電気や関連する気象パラメータの拡張され包括的なデータセットが作られた。さらに地球規模で大気電気の描くことを目標にして、世界中の他の施設へ機器を供給した。ケルビンの新たな水滴収集器と分割リング電位計が1860年代にKew Observatoryに導入され、閉鎖されるまで大気電気学は観測所の専門分野であった。高高度測定では、実験装置を大気中に持ち上げるために凧がかつて使用され、気象気球や軽航空機が依然として使われている。初期の実験者は熱気球に自身で乗り込み空に上がっていた。
Hoffert（1888年）は初期のカメラを用いて雷の個々の下向きの一撃を特定した。熱電子放出にも取り組んだエルスターとガイテルは雷雨の電気構造を説明する理論を提案し（1885年）、のちに大気中の陽イオンと陰イオンの存在から大気放射能を発見した（1899年）。ポッケルス（1897年）は玄武岩の雷閃光を分析し（1900年ごろ）、雷による残留磁場を研究することにより雷電流強度を推定した。高感度の電気機器による大気の帯電についての発見と、地球の負電荷がいかに維持されているかについての考えは、主に20世紀に発展し、チャールズ・ウィルソンが重要な役割を果たした。大気電気学に関する現在の研究は、雷、特に高エネルギー粒子と一時的発光事象(transient luminous event)、および気象・気候における雷雨ではない電気過程の役割に主に焦点を当てている。

## 説明
大気電気は常に存在し、雷雨のない晴天時には地表上の空気は正に帯電し、地表の電荷は負に帯電する。このことは地表の点とその上の大気中の点との間の電位差で理解することができる。大気中の電場は晴天では負の方向を向いているため、電位勾配を考えると地表では反対符号であり、約100V/mである。ほとんどの場所での電位勾配は地球のすべての雷雨と大気の乱れにより蓄積された電荷の平均であるため、この値よりもずっと低くなる。大気電場内には移動する大気イオンの弱い伝導電流があり、平方メートルあたり約2ピコアンペアであり、大気はこれらの大気イオンが存在することにより弱い伝導性を持つ。

### 変動
20世紀にワシントンのカーネギー研究所により、大気の電場の地球規模の日周期は最小で約03UTであり、およそその16時間後にピークに達する。このカーネギーカーブの変動は、「惑星の基本的な電気的鼓動」と言われている。
雷雨がない場合も大気電気は大きく変動するが、一般的に霧の中やほこりの中では電場は強くなるが、大気の電気伝導度は低下する。

### 生物学とのつながり
大気の電位勾配により、正に帯電した大気から負に帯電した地表へイオンの流れが生じる。晴天の日の平地では、大気電位勾配は約120 V/mである。例えば花や木などこれらの場に突き出ている物体は電場強度を1mあたり数キロボルトまで増加させることができる。これら表面近くの静電気力をマルハナバチなどの生物が検出し花に移動し、クモはバルーニングにより移住を始める。大気の電位勾配は地下の電気化学と微生物過程にも影響すると考えられている。

### 近空間
電気領域層（地表から電離層までの数十km）は、高い導電率を持ち、本質上一定の電位を持つ。電離層は磁気圏の内側境界であり、太陽放射によりイオン化される大気の一部である（光イオン化は、光子が原子、イオン、分子に入射する物理過程であり、1つ以上の電子が放出される）。

### 宇宙放射線
地球、および地球上のほぼすべての生物は宇宙空間からの放射線を絶えず浴びている。この放射は主に陽子から鉄までの正に帯電したイオンと太陽系の外からの大きな核由来のイオンで構成されている。この放射線は大気中の原子と相互作用して、X線、ミュー粒子、陽子、アルファ粒子、パイ中間子、電子などの二次電離放射線の空気シャワーを生成する。この二次放射からの電離により、大気の導電性が弱くなりこれらのイオンから地表を流れるわずかな電流が雷雨からの電流の平衡をすることが保証される。イオンには高度により変化する移動度、寿命、生成速度など特異のパラメータがある。

### 雷雨と雷
電離層と地球の間の電位差は雷雨により維持され、落雷により大気から地面に負電荷が供給される。

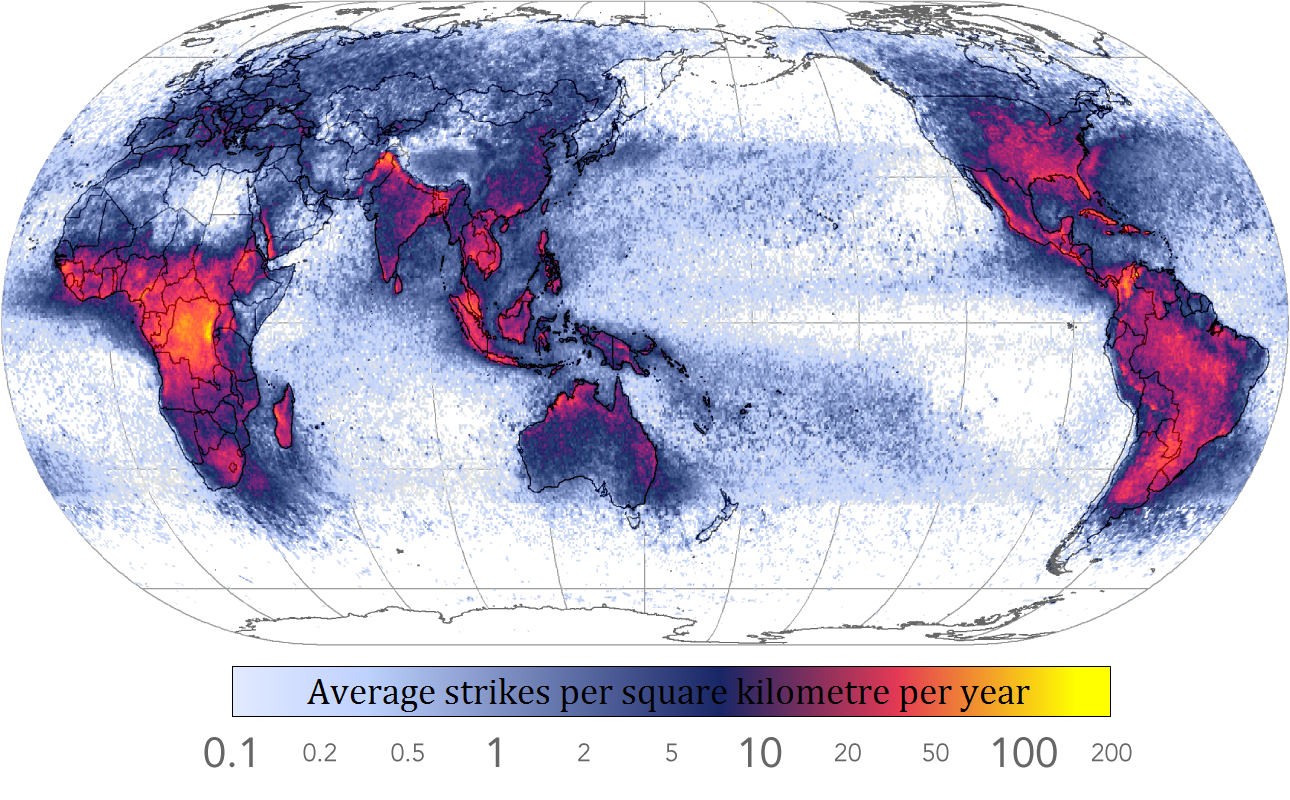
落雷の頻度（年間km²あたりの数）を示す世界地図（等積投影）。コンゴ民主共和国で最も頻繁に発生している。1995年–2003年のOTD(Optical Transient Detector)のデータと1998年–2003年のLightning Imaging Sensorのデータを組み合わせたもの

積乱雲内の氷とあられの衝突により、雷の生成に不可欠となる正電荷と負電荷の分離が雲の中で起こる。雷が最初にどのように形成されるかは議論の余地があり、科学者は大気の摂動（風、湿度、大気圧）から太陽風やエネルギー粒子の影響まで根本的な原因を研究している。
平均的な雷は40kAの負の電流を流し（ボルトによっては最大120kAまで）、5クーロンの電荷と500MJのエネルギー、もしくは2か月弱の間100ワットの電球に電力を供給するのに十分なエネルギーを移す。電圧は雷の長さに依存し、大気の絶縁破壊は1メートルあたり300万ボルトで雷は多くの場合数百メートルの長さである。しかし、雷の先導の発展は絶縁破壊の単純な問題ではなく、雷の先導が伝播していくのに必要な周囲電場は絶縁破壊強度よりも数桁小さい場合がある。さらに、よく発展した復帰雷撃のチャネル内の電位勾配は、チャネルイオン化が激しいため1メートルあたり数百ボルト以下であり、結果として100kAの強い復帰雷撃電流に対してメートルあたりメガワットのオーダーの真の出力が得られる。
凝縮してその後雲から凝結する水の量が分かれば、雷雨の総エネルギーを計算することができる。平均的な雷雨では、放出されるエネルギーは約1千万キロワット時（3.6×1013ジュール）に達し、これは20キロトンの核弾頭に相当する。大規模で激しい雷雨はエネルギーがこの10～100倍になる可能性がある。

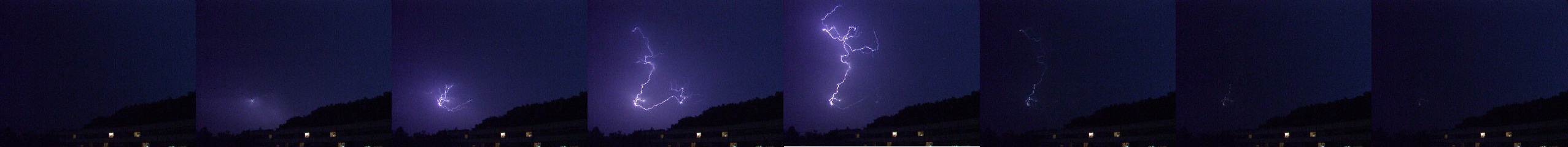
連発する雷（0.32秒間）

### コロナ放電

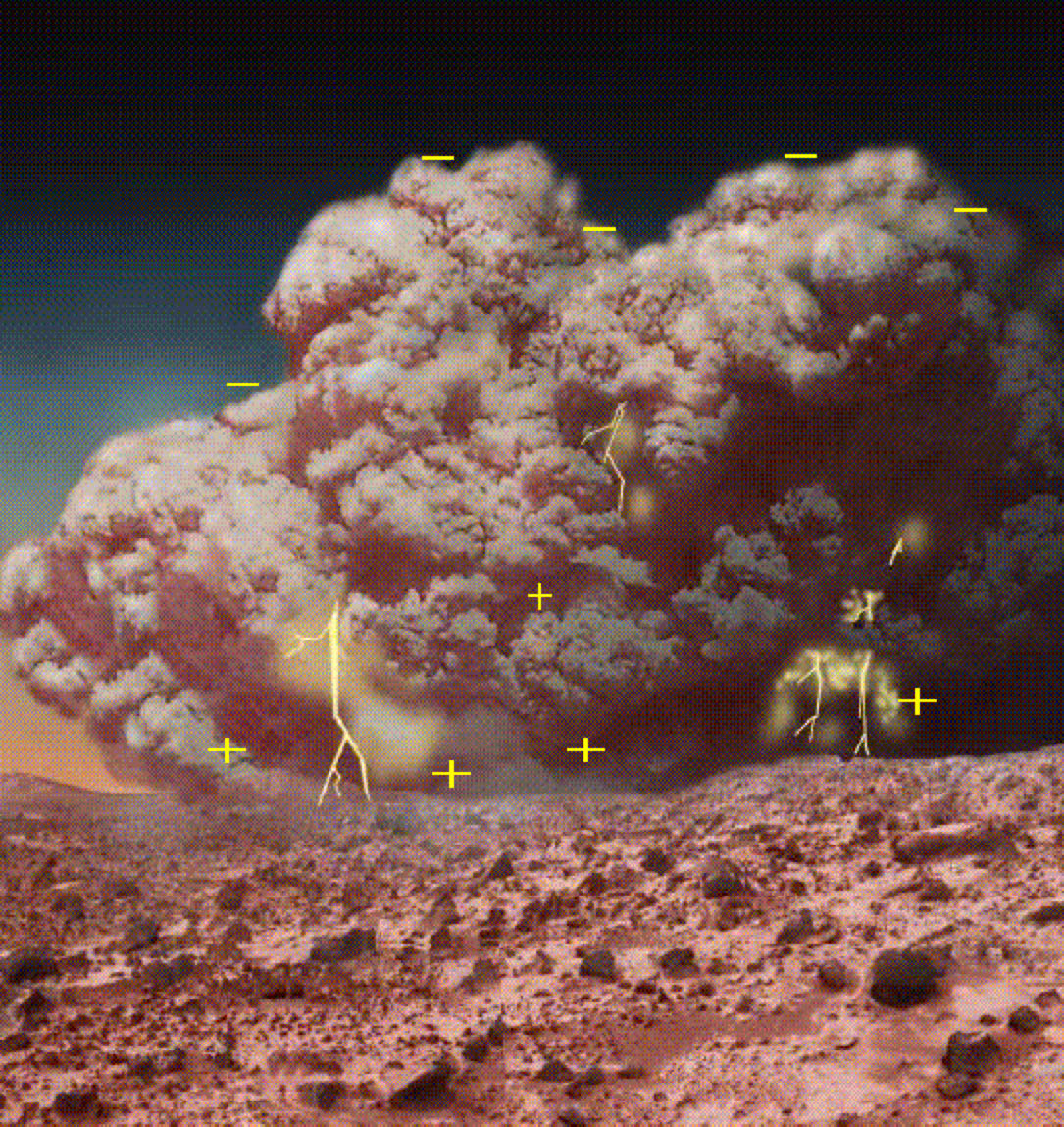
火星からの謎めいた化学結果の説明として考えられる火星の砂嵐の大気電気の描写（バイキング着陸船の生物学的実験）

セントエルモの火は接地された物体から発生するコロナ放電によって発光プラズマが生成される電気現象である。球電はセントエルモの火と誤認されることがしばしばあるが、別の現象である。セントエルモの火は「火」と呼ばれるが実際にはプラズマであり、雷雨の時に木や尖塔といった高い物体、もしくは動物の頭の上でブラシもしくは光の星として観察される。
コロナは空気分子をイオン化する議論の物体の周囲の電場により引き起こされ、暗い場所で見やすくなるかすかな光を作り出す。セントエルモの火を起こすにはセンチメートルあたり約1,000 – 30,000ボルトが必要である。しかし、これは物体の構造に依存する。電場は曲率の高い領域により集中するため、尖った点では同じ結果を得るために低い電圧で済み、したがって尖った物体の端で放電が強くなる。セントエルモの火と普通の火花はともに高電圧が期待へ影響を与えるときに生じることがある。セントエルモの火は、雷雨の間に嵐の下の地面が帯電し、雲と地面の間の空気に高電圧がかかっているときに見られる。電圧が空気分子を引き裂き、空気が輝き始める。地球の大気中の窒素と酸素によりセントエルモの火は青や紫の蛍光を発する。これはネオンサインが光るメカニズムに似ている。

### 地球電離層空洞
シューマン共振は地球の電磁場スペクトルの極低周波(ELF)部分のスペクトルピークの組である。シューマン共振は地表と導波管として機能する導電性電離層の間の空間によるものである。地球の限られた大きさによりこの導波管は電磁波の共振空洞として働く。空洞は落雷のエネルギーにより自然に励起される。

### 電気システムの接地
大気中の電荷は、ぶら下がった電線配電システムにとって望ましくない、危険な、潜在的に致命的な電荷の蓄積を引き起こす可能性がある。何キロにもおよぶ大気中に吊り下げられ地面から隔離された裸電線は、雷雨が発生していない場合でも高電圧で非常に大きな蓄積電荷を集めることができる。この電荷は人が手を伸ばして電源スイッチを作動させたり電気機器を使用したりするときに起こる可能性がある最小の絶縁経路を介して自身を放電しようとする。
大気中の電荷蓄積を消すために、配電システムの片側は配電システム全体の多くの点で全ての支柱と同じように地面に接続されている。地面に接続された1本のワイヤは一般的に「保護接地」と呼ばれ、損傷を起こすことなく放散する電荷電位の経路を提供し、いずれかの接地経路が腐食もしくは接地導電率の低下により不良になった場合に冗長性が提供する。電力を供給しない追加の接地線は二次的な役割をし、絶縁体が損傷した接地していないデバイスをグリッド電源を介して「電気的に生かした」ままにし触ると危険な状態にするのではなく、ヒューズを急速に切断し壊れたデバイスを安全にする大電流短絡経路を提供する。
交流配電グリッドのそれぞれの変圧器は接地システムを新たな分離した回路ループに分割する。これらの分離したグリッドはシステムの他の部分と比較して内部に電荷がたまるのを防ぐために片側も設置する必要があり、変圧器のコイルを介し配電網のもう一方の接地側へ放電する帯電電位による損傷を引き起こすことがある。